# Eastern Europe Cup w biegach narciarskich 2018/2019
Eastern Europe Cup w biegach narciarskich 2018/2019 to kolejna edycja tego cyklu zawodów. Rywalizacja rozpoczęła się 22 listopada 2018 roku w rosyjskim kurorcie narciarskim Wierszyna Tioi, a zakończy się 27 lutego 2019 roku w rosyjskim mieście Syktywkar.
Obrończynią tytułu jest Rosjanki Polina Niekrasowa i Łarisa Riasina, a wśród mężczyzn Rosjanin Stanisław Wołżencew.

## Kalendarz i wyniki

### Kobiety
| Lp  | Data              | Miejscowość     | Dystans              | 1. miejsce             | 2. miejsce           | 3. miejsce             |
| --- | ----------------- | --------------- | -------------------- | ---------------------- | -------------------- | ---------------------- |
| 1.  | 22 listopada 2018 | Wierszyna Tioi  | Sprint s. klasycznym | Olga Cariewa           | Aida Bajazitowa      | Olga Kuczeruk          |
| 2.  | 23 listopada 2018 | Wierszyna Tioi  | 5 km s. dowolnym     | Anna Nieczajewska      | Jekatierina Smirnowa | Maja Jakunina          |
| 3.  | 25 listopada 2018 | Wierszyna Tioi  | Sprint s. dowolnym   | Olga Cariewa           | Anna Gruczwina       | Anastasija Własowa     |
| 4.  | 26 listopada 2018 | Wierszyna Tioi  | 10 km s. klasycznym  | Diana Golowan          | Marija Guszczina     | Polina Kalsina         |
| 5.  | 22 grudnia 2018   | Krasnogorsk     | Sprint s. klasycznym | Natalja Matwiejewa     | Tatjana Aleszina     | Polina Niekrasowa      |
| 6.  | 23 grudnia 2018   | Krasnogorsk     | 10 km s. dowolnym    | Tatjana Aleszina       | Olga Hlopotina       | Olga Cariewa           |
| 7.  | 25 grudnia 2018   | Krasnogorsk     | Sprint s. dowolnym   | Natalja Matwiejewa     | Olga Cariewa         | Jewgienija Oszczepkowa |
| 8.  | 26 grudnia 2018   | Krasnogorsk     | 15 km s. klasycznym  | Alisa Żambałowa        | Olga Cariewa         | Jana Kirpiczenko       |
| 9.  | 10 stycznia 2019  | Raubicze/ Mińsk | Sprint s. klasycznym | Anastasija Kiriłłowa   | Olga Cariewa         | Anastasija Moskalenko  |
| 10. | 11 stycznia 2019  | Raubicze/ Mińsk | 5 km s. klasycznym   | Alisa Żambałowa        | Olga Cariewa         | Polina Sieronosowa     |
| 11. | 13 stycznia 2019  | Raubicze/ Mińsk | 10 km s. dowolnym    | Alisa Żambałowa        | Olga Cariewa         | Alena Perewozchikowa   |
| 12. | 8 lutego 2019     | Krasnogorsk     | 10 km s. klasycznym  | Alisa Żambałowa        | Diana Golowan        | Anastasija Własowa     |
| 13. | 10 lutego 2019    | Krasnogorsk     | Sprint s. dowolnym   | Anastasija Własowa     | Marija Dawidjenkowa  | Olga Cariewa           |
| 14. | 23 lutego 2019    | Syktywkar       | 10 km s. klasycznym  | Jewgienija Szapowałowa | Łarisa Riasina       | Lilija Wasiljewa       |
| 15. | 24 lutego 2019    | Syktywkar       | Sprint s. dowolnym   | Aida Bajazitowa        | Christina Macokina   | Jewgienia Oszczepkowa  |
| 16. | 26 listopada 2018 | Syktywkar       | 15 km (bieg łączony) | Swietłana Płotnikowa   | Gabriella Kaluger    | Swietłana Kuzniecowa   |

### Mężczyźni
| Lp  | Data              | Miejscowość     | Dystans              | 1. miejsce               | 2. miejsce               | 3. miejsce        |
| --- | ----------------- | --------------- | -------------------- | ------------------------ | ------------------------ | ----------------- |
| 1.  | 22 listopada 2018 | Wierszyna Tioi  | Sprint s. klasycznym | Ilja Poroszkin           | Aleksiej Wicenko         | Siergiej Ardaszew |
| 2.  | 23 listopada 2018 | Wierszyna Tioi  | 10 km s. dowolnym    | Aleksandr Biessmiertnych | Roman Tarasow            | Iwan Kiriłłow     |
| 3.  | 25 listopada 2018 | Wierszyna Tioi  | Sprint s. dowolnym   | Aleksandr Tierientjew    | Andriej Parfionow        | Denis Filimonow   |
| 4.  | 26 listopada 2018 | Wierszyna Tioi  | 15 km s. klasycznym  | Siergiej Ardaszew        | Aleksandr Biessmiertnych | Ilja Poroszkin    |
| 5.  | 22 grudnia 2018   | Krasnogorsk     | Sprint s. klasycznym | Jermił Wokujew           | Siergiej Ardaszew        | Ilja Semnikow     |
| 6.  | 23 grudnia 2018   | Krasnogorsk     | 15 km s. dowolnym    | Iwan Jakimuszkin         | Artiom Malcew            | Ilja Poroszkin    |
| 7.  | 25 grudnia 2018   | Krasnogorsk     | Sprint s. dowolnym   | Iwan Jakimuszkin         | Aleksandr Tierientjew    | Jermił Wokujew    |
| 8.  | 26 grudnia 2018   | Krasnogorsk     | 30 km s. klasycznym  | Aleksandr Biessmiertnych | Ilja Semnikow            | Aleksiej Wicenko  |
| 9.  | 10 stycznia 2019  | Raubicze/ Mińsk | Sprint s. klasycznym | Ilja Semnikow            | Alaksandr Woranau        | Jermił Wokujew    |
| 10. | 11 stycznia 2019  | Raubicze/ Mińsk | 10 km s. klasycznym  | Jermił Wokujew           | Artem Nikołajew          | Ilja Poroszkin    |
| 11. | 13 stycznia 2019  | Raubicze/ Mińsk | 15 km s. dowolnym    | Ilja Poroszkin           | Artem Nikołajew          | Ilja Semnikow     |
| 12. | 8 lutego 2019     | Krasnogorsk     | 15 km s. klasycznym  | Andriej Parfionow        | Artiom Nikołajew         | Ilja Poroszkin    |
| 13. | 10 lutego 2019    | Krasnogorsk     | Sprint s. dowolnym   | Andriej Parfionow        | Nikołaj Moriłow          | Paweł Siulatow    |
| 14. | 23 lutego 2019    | Syktywkar       | 15 km s. klasycznym  | Ilja Semnikow            | Ilja Poroszkin           | Siergiej Ardaszew |
| 15. | 24 lutego 2019    | Syktywkar       | Sprint s. dowolnym   | Andriej Parfionow        | Kiriłł Wiczużanin        | Andriej Krasnow   |
| 16. | 26 listopada 2018 | Syktywkar       | 30 km (bieg łączony) | Aleksiej Wicenko         | Ilja Semnikow            | Jermił Wokujew    |

## Klasyfikacje
| Lp. | Zawodniczka            | Punkty |
| --- | ---------------------- | ------ |
| 1.  | Olga Cariewa           | 758    |
| 2.  | Alisa Żambałowa        | 546    |
| 3.  | Natalja Matwiejewa     | 392    |
| 4.  | Anastasija Własowa     | 363    |
| 5.  | Tatjana Aleszina       | 361    |
| 6.  | Diana Golowan          | 336    |
| 7.  | Anastasija Moskalenko  | 319    |
| 8.  | Aida Bajazitowa        | 300    |
| 9.  | Polina Sieronosowa     | 292    |
| 10. | Christina Macokina     | 248    |
| 11. | Anastasija Kiriłłowa   | 210    |
| 12. | Marina Czernousowa     | 225    |
| 13. | Swietłana Nikołajewa   | 218    |
| 14. | Jana Kirpiczenko       | 215    |
| 15. | Jewgienija Oszczepkowa | 198    |

| Lp. | Zawodnik              | Punkty |
| --- | --------------------- | ------ |
| 1.  | Jermił Wokujew        | 809    |
| 2.  | Ilja Semnikow         | 730    |
| 3.  | Ilja Poroszkin        | 572    |
| 4.  | Andriej Feller        | 483    |
| 5.  | Artem Nikołajew       | 447    |
| 6.  | Andriej Parfionow     | 392    |
| 7.  | Aleksandr Tierientjew | 350    |
| 8.  | Aleksiej Wicenko      | 344    |
| 9.  | Alaksandr Woranau     | 288    |
| 10. | Nikita Stupak         | 264    |
| 11. | Andriej Krasnow       | 263    |
| 12. | Iwan Jakimuszkin      | 256    |
| 13. | Michaił Smirnow       | 241    |
| 14. | Artur Pietrow         | 231    |
| 15. | Siergiej Ardaszew     | 226    |